# Bill of Rights (England)
Bill of Rights är i England en lag från 16 december 1689, antagen efter den ärorika revolutionen. Dokumentet ses idag som en del av den engelska konstitutionen, tillsammans med Magna Carta, Act of Settlement och Acts of Parliament. Då Storbritannien inte har en samlad konstitution, som till exempel USA, så finns det flera olika lagar som tillsammans i praktiken utgör konstitutionen. Lagen skulle efter nära 500 års kamp mellan kung och parlament garantera det senares överhöghet och rätt att godkänna beskattning samt att fungera som självständig organisation; parlamentsledamöternas yttrandefrihet garanterades därför, vilket även fick implikationer för utvecklingen i England och senare Storbritannien som helhet. Dessa skulle även väljas i fria val där alla som levde upp till vissa krav, oavsett åskådning, hade rätt att inväljas. Det var utan tvivel det viktigaste och mest varaktiga dokument som antagits sedan Magna Carta 1215 och det viktigaste fram till Reform Act 1832, som fortsatte en långsam trend mot ökat folkligt inflytande. Den stadfäste det definitiva slutet för den enväldiga kungamakten och etablerade ett parlamentariskt styre, det längsta oavbrutna i världen. Sverige såg en liknande trend, troligen inspirerad av den i Storbritannien, efter Karl XII:s död 1718, då Sveriges riksdag övertog den avgörande statsstyret under frihetstiden.